# اوستیوموو
اوستیوموو (به لاتین: Ustyumovo) یک منطقهٔ مسکونی در روسیه است که در باشقیرستان واقع شده‌است.